# Neobisium tuzetae
Neobisium tuzetae är en spindeldjursart som beskrevs av Max Vachon 1947. Neobisium tuzetae ingår i släktet Neobisium och familjen helplåtklokrypare. Inga underarter finns listade i Catalogue of Life.